# روتنباخ، اتریش
روتنباخ (به آلمانی: Rottenbach) یک منطقهٔ مسکونی در اتریش است که در ناحیه گرایسکیرچن واقع شده‌است. روتنباخ ۱۴٫۶ کیلومتر مربع مساحت دارد ۴۲۴ متر بالاتر از سطح دریا واقع شده‌است.